# Масачузетски университет в Амхърст
Масачузетският университет в Амхърст (на английски: University of Massachusetts Amherst, UMass Amherst) е щатски изследователски университет в гр. Амхърст, щата Масачузетс, САЩ.
Подобно на други университети ползва дарени обществени земи. Той е флагман в системата на Масачузетския университет, с 1174 преподаватели и повече от 27 000 студенти е най-големият щатски университет в региона Нова Англия, САЩ.
Университетът предлага бакалавърски, магистърски и докторантски програми в общо 86 бакалавърски и 72 магистърски и докторантски области, чрез своите общо 8 училища и колежи. Основното университетско пространство е разположено на север от центъра на Амхърст, Масачузетс.
Масачузетският университет в Амхърст е изследователски университет с много висока изследователска активност, според Фондация „Карнеги за развитие в обучението“. През 2009 Масачузетският университет в Амхърст има изследователски разходи от 130 млн. долара.